# 纳尔逊纪念碑 (格拉斯哥)

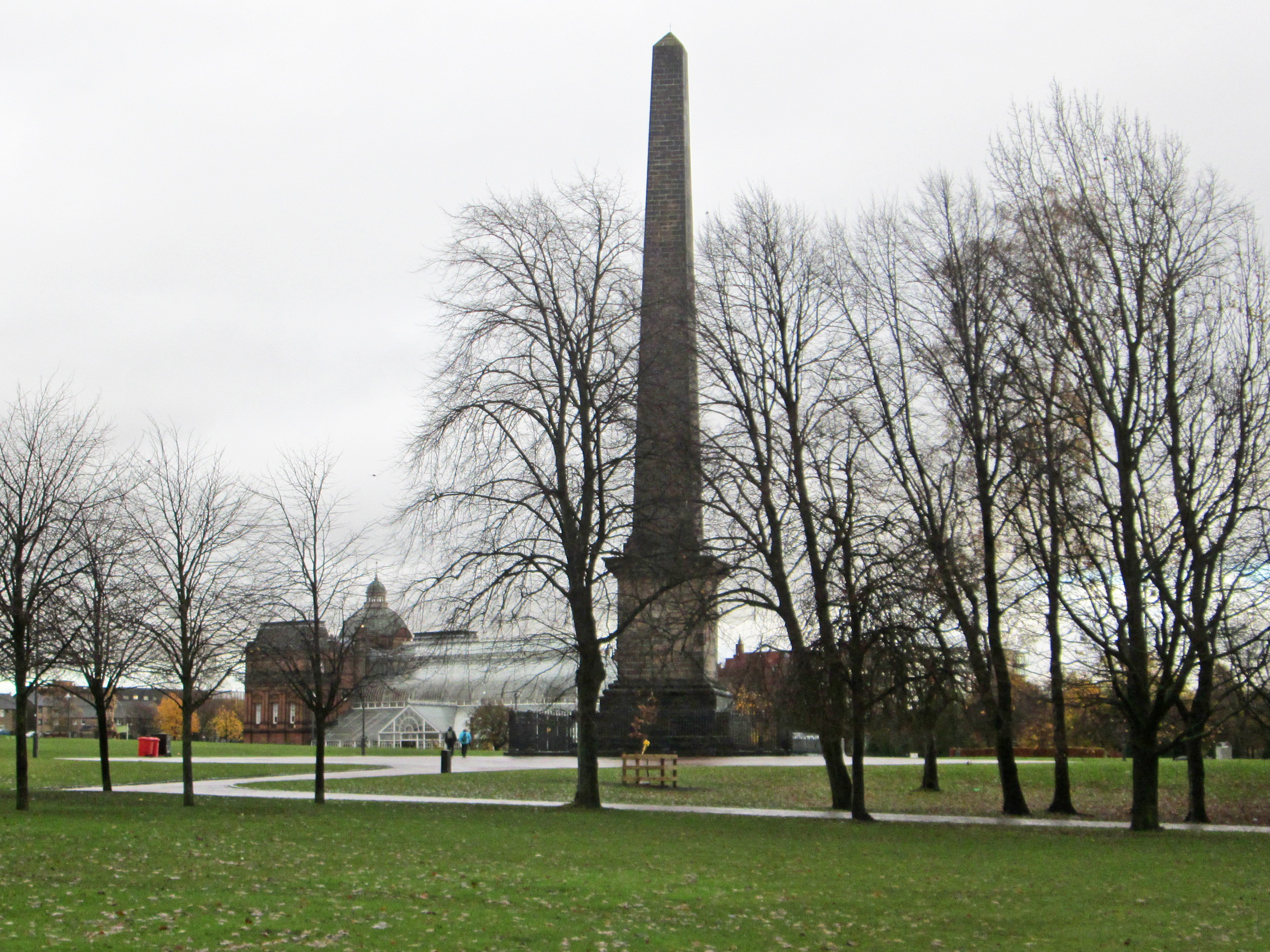
纳尔逊纪念碑

纳尔逊纪念碑（Nelson Monument）是苏格兰格拉斯哥的方尖碑，纪念海军上将第一代纳尔逊子爵霍雷肖·纳尔逊。它建于1806年，即子爵在特拉法加海战中去世的次年。它位于历史悠久的公园格拉斯哥绿地内，高144英尺（44）。
方尖碑由建筑师大卫·汉密尔顿设计。这是英国第一个纳尔逊纪念碑，于1806年8月20日奠基，由石匠A.布罗克特建造。

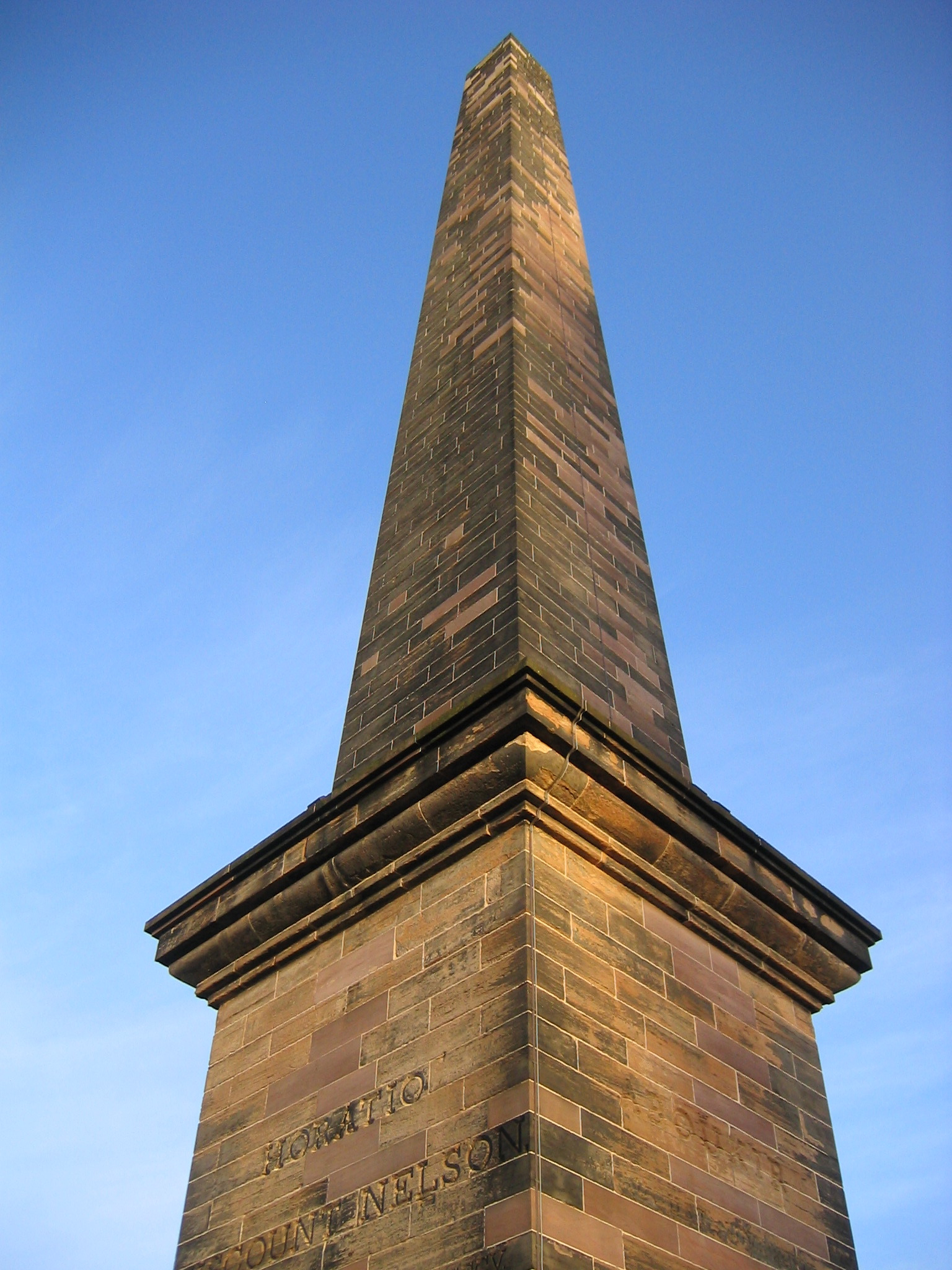

纪念碑在1970年成为A类登录建筑。